# Nefritis
Nefritis is een ontsteking aan één of beide nieren. De nierfunctie neemt hierdoor sterk af.

## Oorzaken
Nefritis kan door verschillende oorzaken ontstaan. 
Bekende oorzaken zijn:
- Infecties en de daarbij horende ziektes, bijvoorbeeld tyfus
- Auto-immuunreactie, waardoor endotheelcellen van de nier worden afgebroken
- Toestand als gevolg van het in- of opnemen van een bepaalde hoeveelheid van een bepaald soort vergif (intoxicatie)
- Stoornissen in de stofwisseling (metabole stoornissen)

Bij chronische nefritis is er een toename van bindweefsel. Hierdoor ontstaat een schrompelnier.
Bij een schrompelnier is het nierweefsel in elkaar geschrompeld, de nier is dan te klein om haar functie in het lichaam goed te vervullen. Er zijn twee vormen van schrompelnieren; de aangeboren en in de loop van het leven ontstaan.
Een aangeboren schrompelnier functioneert minder goed dan een volgroeide nier, als de andere nier volgroeid is, heeft deze genoeg capaciteit om het werk van de andere nier over te nemen. Als dit niet zo is, is er een behandeling nodig.

## Symptomen
Sommige mensen met nefritis hebben weinig of geen symptomen, maar de meeste mensen hebben de symptomen wel. De symptomen die bij nefritis horen zijn verschillend, vooral bloed en eiwit in de urine zijn belangrijke symptomen voor nefritis, maar ook een verminderde nierfunctie, het uitscheiden van grote hoeveelheden urine, misselijkheid en troebele urine, koorts, huiduitslag, jeuk, vermoeidheid, verminderde eetlust, braken en ademhalingsproblemen zijn symptomen van de verschillende soorten nefritis. Ook het pijn hebben bij het plassen en het hebben van een hogere bloeddruk dan normaal komt vaak voor bij mensen die lijden aan nefritis.

## Gevolgen van nefritis
Nefritis kan verschillende gevolgen hebben, zo kan het leiden tot aantasting van de glomeruli en de tubuli. Weefsel kan beschadigen en als bloedvaten in de nieren worden aangedaan kan vasculitis het gevolg zijn. Het verlies van eiwitten als gevolg van nefritis kan leiden tot  de vorming van bloedstolsels. Als gevolg daarvan kan onder meer een plotselinge beroerte optreden. Een ander gevolg van nefritis kan het vasthouden van vocht zijn wat leidt tot oedeem aan voeten, enkels, benen en handen.

## Plaats van de ontsteking
Een nefritis wordt vaak onderverdeeld aan de hand van waar de ontsteking gelokaliseerd is. Dit heeft namelijk veel invloed op de ontwikkeling van de ontsteking en de daarbij behorende klachten van de patiënt.
Wanneer de ontsteking in de glomeruli aanwezig is, spreekt men ook wel van een glomerulonefritis. Vaak is het zo dat wanneer men spreekt van een nefritis zonder dit verder te specificeren, men dan doelt op een glomerulonefritis. Wanneer de ontsteking daarentegen aanwezig is in het weefsel rondom de niertubuli, dan spreekt men ook wel van een (turbulo-)interstitiële nefritis.

## Glomerulonefritis
Glomerulonefritis is de algemene term voor aandoeningen van de glomeruli van de nieren, een aantal voorbeelden hiervan zijn:
- de ziekte van Wegener (Granulomatose met polyangiitis)
- IgA nefropathie
- Syndroom van Goodpasture

##### Kenmerken van deze aandoeningen
- erytrocyturie (de aanwezigheid van rode bloedcellen in de urine, wat vaak alleen bij microscopisch onderzoek zichtbaar)
- proteinurie (verlies van eiwit in de urine). Als dit eiwitverlies meer dan 3,5 gram per 24 uur bedraagt, spreekt men van een nefrotisch syndroom.

## Tubulo-interstitiële nefritis
Dit is de vorm van nefritis, waarbij er sprake is van een ontsteking in het weefsel rondom de niertubuli. Deze ontsteking kan worden veroorzaakt door verschillende factoren, het kan veroorzaakt worden door een allergische reactie op een bepaald geneesmiddel (71% van de gevallen), maar ook kan een infectie ergens anders in het lichaam de oorzaak van deze vorm van nefritis zijn (bijvoorbeeld leptospirose, streptokokken en legionella). 
Tubulo-interstitiële nefritis kan leiden tot nierinsufficiëntie. In merendeel van de gevallen treed er herstel op van de nierfunctie als het medicament gestopt wordt. Soms kan behandeling met corticosteroïden nodig zijn. 
Er zijn twee vormen van tubulo-interstitiële nefritis, namelijk de chronische en de acute vorm.
- Acute tubulo-interstitiële nefritis (ATIN) wordt geassocieerd met ontsteking en oedeem van het nierinterstitium. Meer dan 95% van de gevallen is het gevolg van een infectie of een allergische reactie op een geneesmiddel. Het kan ook geassocieerd zijn met uveïtis (het nier-oculaire syndroom).
- Chronische tubulo-interstitiële nefritis (CTIN) doet zich voor wanneer chronische tubulaire "aanvallen" ("attacks") leiden tot een geleidelijke interstitiële infiltratie, wat fibrosering, atrofie en uiteindelijk tubulaire disfunctie als gevolg heeft. Dit proces duurt meestal enkele jaren.